# Фэрвью-парк
Фэрвью-парк (англ. Fairview Park) — городской парк в Дублине, в районе Фэрвью. Открыт в 1934 году и занимает площадь 20 гектаров. Фэрвью-парк славится своими игровыми полями, детскими игровыми площадками и аллеями для прогулок. Парк начали разбивать в конце 1920-х годов, закон о нём был официально принят городским советом Дублина в 1934 году.
Мимо парка протекает река Толка, рядом с парком находится станция DART Клонтарф Роуд, за железной дорогой находится 400-метровый легкоатлетический трек и зал Общества музыкантов Ирландии.
В сентябре 1951 года в парке был установлен памятник ирландскому революционеру Шону Расселу (обновленный памятник установлен в мае 2009 года).
В марте 1983 года, во время первого гей-парада в Дублине, состоялось шествие от центра города Дублина до Фэрвью-парка.
Во время строительства Дублинского портового туннеля парк был частично повреждён.

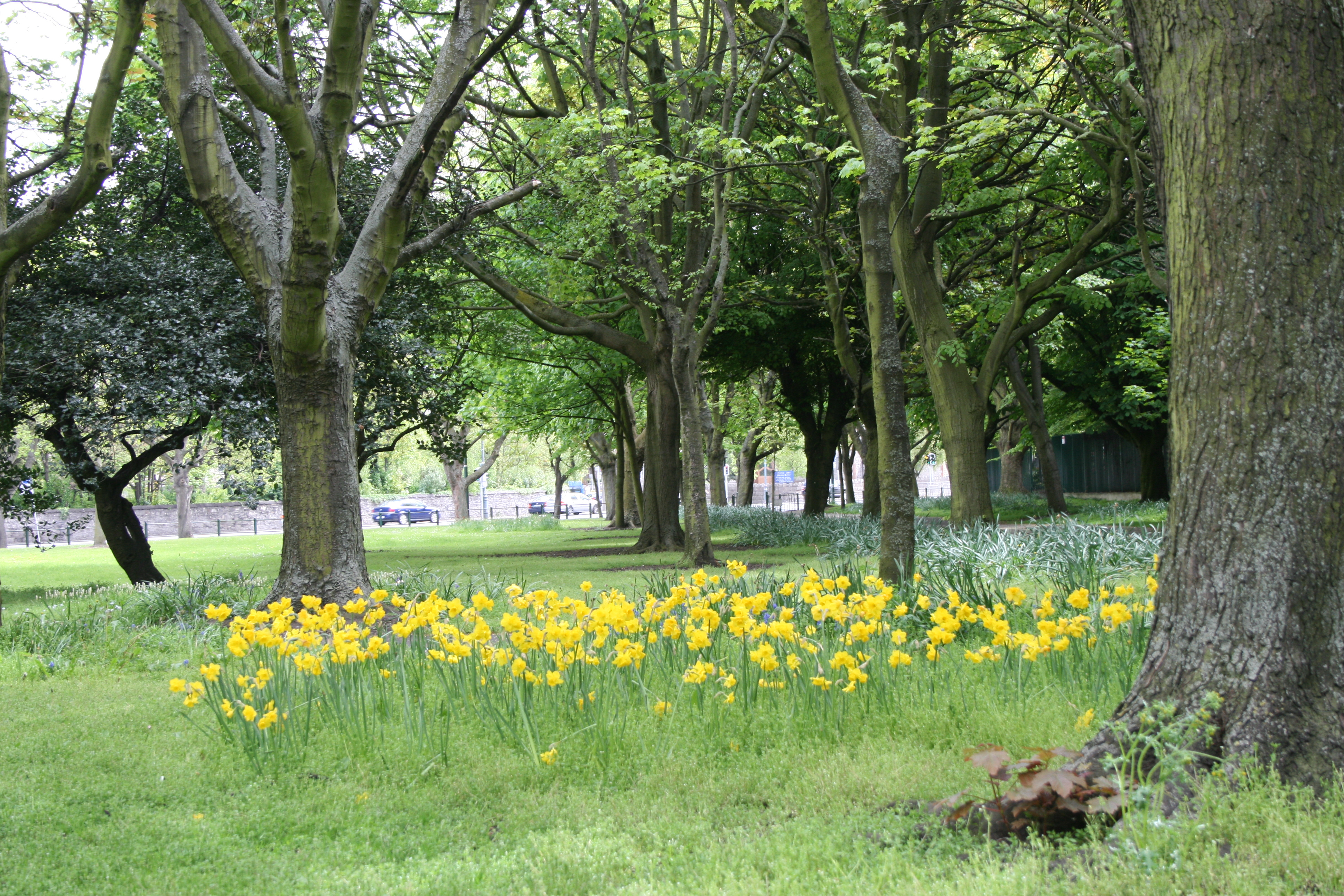
Цветы в Фэрвью-парке
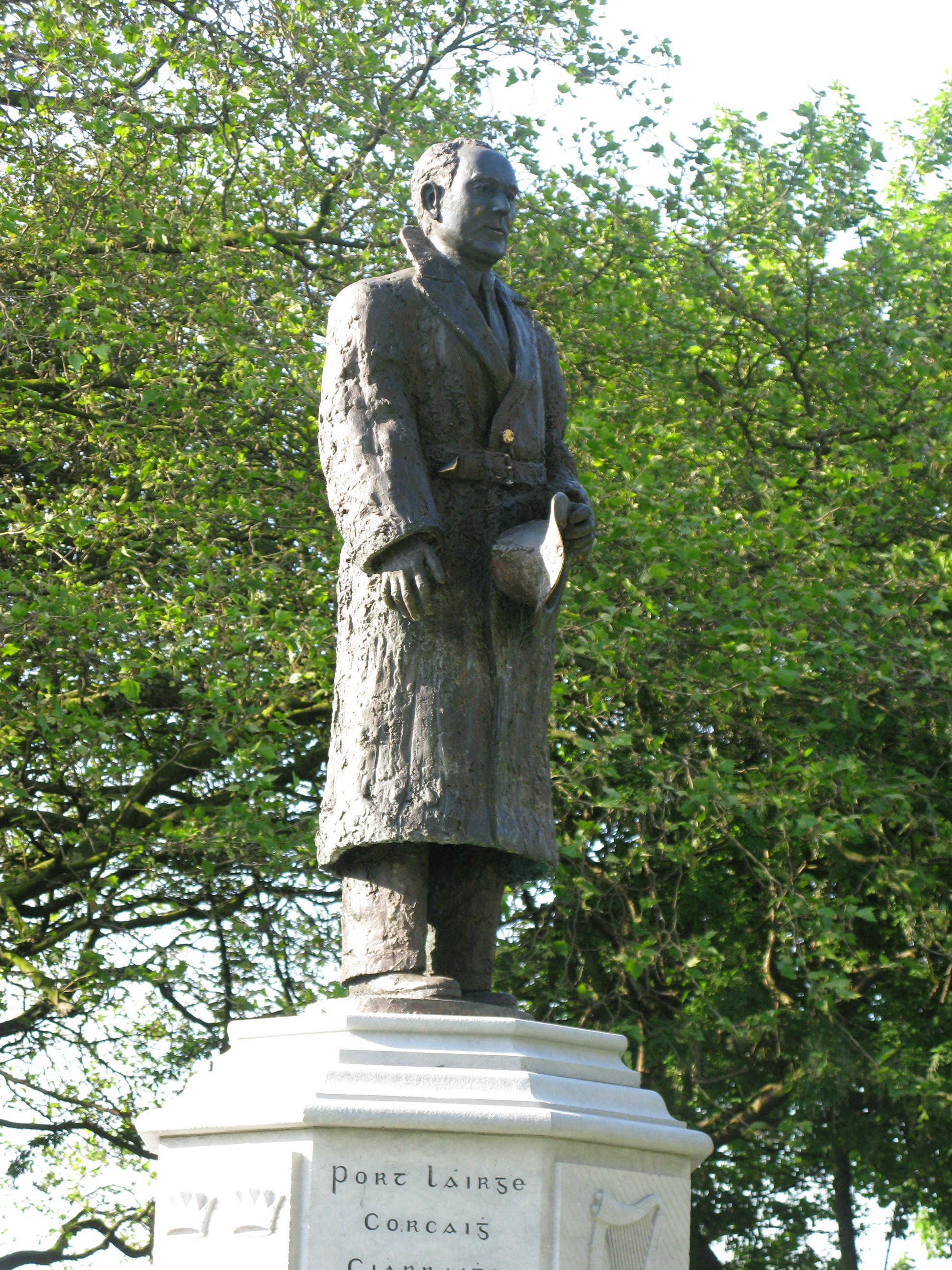
Статуя Шона Рассела
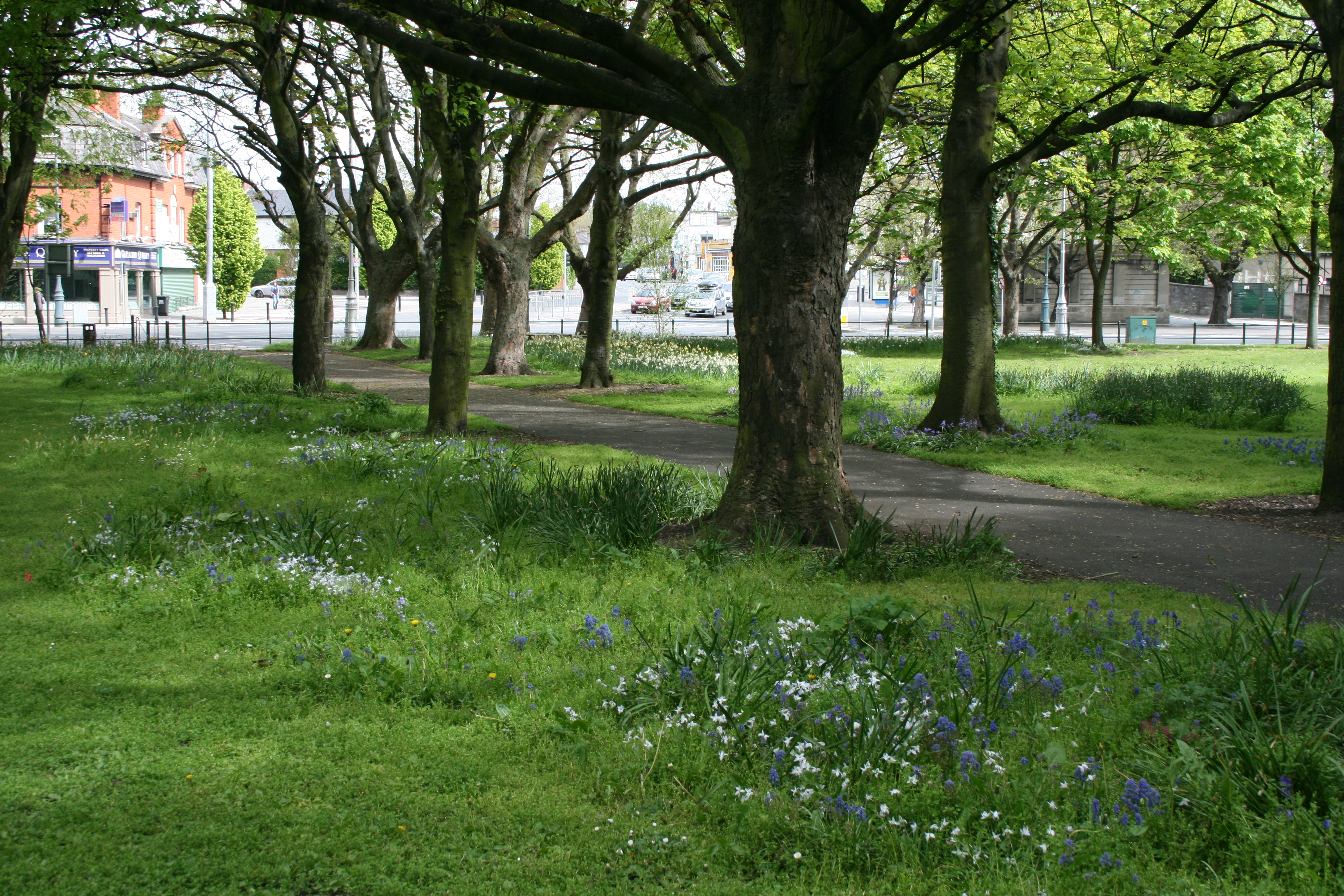
Дорожка в Фэрвью-парке
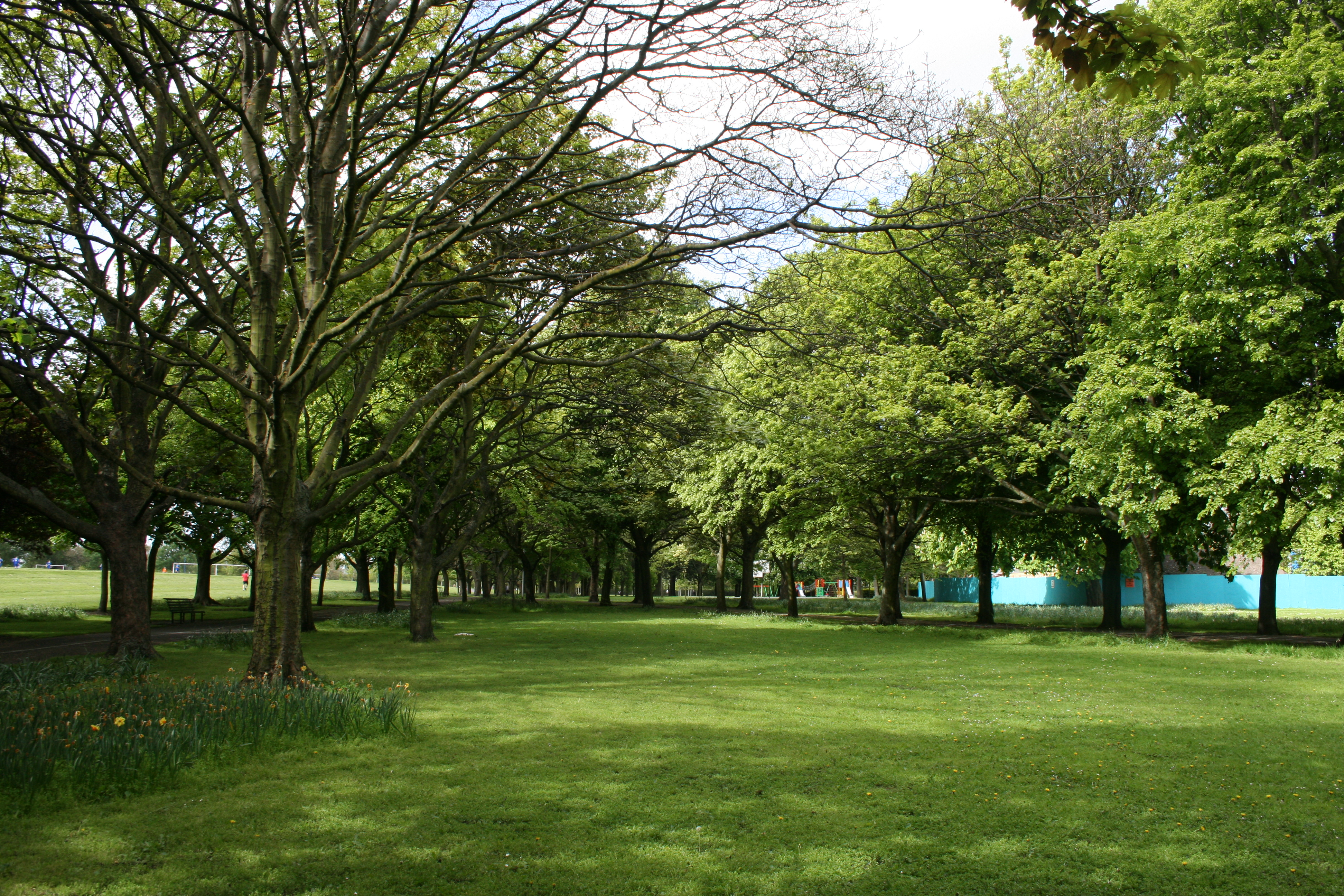
Восточная сторона Фэрвью-парка